# 2022 en Turquie
Chronologie de la Turquie
- 2018
- 2019
- 2020
- 2021
- 2022
- 2023
- 2024
- 2025
- 2026

Cette page concerne les évènements survenus en 2022 en Turquie :

## Évènements
- Pandémie de Covid-19 en Turquie
- Crise de la lire turque
- 1er janvier : l'Arménie lève son embargo sur la Turquie.
- 8 janvier : mise en service de la ligne de train à grande vitesse Konya-Karaman.
- 23 janvier : Tempête de neige Elpis en Turquie (en)
- Mise en service du radar à synthèse d'ouverture Göktürk-3 (en). (prévision)
- 20 août : un camion sans freins percute une foule faisant 16 morts et 29 blessés[1].
- 14 octobre : au moins 40 personnes sont tuées par une explosion dans la mine de charbon d'Amasra, dans la province de Bartın[2].
- 13 novembre : attentat à Istanbul.

## Sport
- Participation de la Turquie aux Jeux olympiques d'hiver de Pékin.

## Décès
- Ahmet Çalık, footballeur.
- Fatma Girik, actrice, animatrice de télévision et femme politique.
- Ayberk Pekcann acteur.